# 가와베 하야오
가와베 하야오(일본어: 川辺 駿, 1995년 9월 8일 ~ )는 일본의 축구 선수이다.

## 구단 경력
그는 2013년 J1리그의 산프레체 히로시마에 입단했다. 2015년 주빌로 이와타로 임대 이적했다. 2018년 산프레체 히로시마로 복귀했다. 2021년까지 산프레체 히로시마에서 124경기에 출전하여, 9득점을 넣었다. 2021년부터 2023년까지 그라스호퍼 클럽 취리히에서 뛰었다. 2023년 스탕다르 리에주로 이적했다. 2024년 산프레체 히로시마로 복귀했다.

## 국가대표팀 경력
그는 2021년 3월 25일 대한민국과의 경기에서 일본 국가대표팀에 데뷔했다. 2025년 EAFF E-1 풋볼 챔피언십에 발탁되었으며, 우승에 기여했다.

## 통계
| 일본 | 일본 | 일본 |
| 연도 | 출전 | 득점 |
| ---- | ---- | ---- |
| 2021 | 4    | 1    |
| 2022 | 0    | 0    |
| 2023 | 2    | 0    |
| 통산 | 6    | 1    |